# Красненська сільська рада (Тарутинський район)
Кра́сненська сільська́ ра́да — адміністративно-територіальна одиниця та орган місцевого самоврядування в Тарутинському районі Одеської області. Адміністративний центр — село Красне.

## Загальні відомості
- Територія ради: 67,26 км²
- Населення ради: 1 376 осіб (станом на 2001 рік)

## Населені пункти
Сільській раді були підпорядковані населені пункти:
- с. Красне

## Населення
Згідно з переписом УРСР 1989 року чисельність наявного населення сільської ради становила 1418 осіб, з яких 648 чоловіків та 770 жінок.
За переписом населення України 2001 року в сільській раді мешкали 1374 особи.

### Мова
Розподіл населення за рідною мовою за даними перепису 2001 року:
| Мова       | Відсоток |
| ---------- | -------- |
| російська  | 60,10 %  |
| українська | 15,63 %  |
| гагаузька  | 12,28 %  |
| болгарська | 8,43 %   |
| молдовська | 3,27 %   |
| німецька   | 0,07 %   |
| інші       | 0,22 %   |

## Склад ради
Рада складалася з 16 депутатів та голови.
- Голова ради: Младінова Ольга Дмитрівна
- Секретар ради: Кірчиогло Прасковія Іванівна

### Керівний склад попередніх скликань
| Прізвище, ім'я, по батькові | Основні відомості                                                         | Дата обрання | Дата звільнення |
| --------------------------- | ------------------------------------------------------------------------- | ------------ | --------------- |
| Закусило Іван Іванович      | Сільський голова, 1954 року народження, безпартійний                      | 26.03.2006   | 31.10.2010      |
| Младінова Ольга Дмитрівна   | Сільський голова, 1963 року народження, освіта вища, член Партії регіонів | 31.10.2010   |                 |

Примітка: таблиця складена за даними сайту Верховної Ради України

### Депутати
За результатами місцевих виборів 2010 року депутатами ради стали:

#### За суб'єктами висування
| Суб'єкт висування      | Кількість обраних депутатів | %    |
| ---------------------- | --------------------------- | ---- |
| Партія регіонів        | 9                           | 56,3 |
| Самовисування          | 6                           | 37,5 |
| Аграрна партія України | 1                           | 6,3  |

#### За округами
| № округу               | Прізвище, ім'я, по батькові     | Дата визнання обраним | Освіта  | Партійна приналежність | Відомості про обраного депутата |
| ---------------------- | ------------------------------- | --------------------- | ------- | ---------------------- | --- |
| Аграрна партія України |                                 |                       |         |                        | |
| 13                     | Цокан Наталія Іванівна          | 05.11.2010            | вища    | позапартійна           | ТОВ «Агропрайм Холдінг», робітник |
| Партія регіонів        |                                 |                       |         |                        | |
| 1                      | Узун Василь Дмитрович           | 05.11.2010            | вища    | позапартійний          | Тарутинська районна державна адміністрація, начальник відділу житлово-комунального господарства та паливно енергетичного забезпечення |
| 3                      | Крець Юхим Андрійович           | 05.11.2010            | середня | член Партії регіонів   | пенсіонер |
| 4                      | Крестінов Віктор Йосифович      | 05.11.2010            | вища    | член Партії регіонів   | дослідне виробниче господарство «5 Комунар», інженер                                                                                  |
| 9                      | Коєва Марія Василівна           | 05.11.2010            | середня | позапартійна           | ТОВ «Агропрайм -Холдінг», завідувачка нафтобази                                                                                       |
| 10                     | Іваницька Тетяна Василівна      | 05.11.2010            | вища    | позапартійна           | навчально-виховний комплекс «Загальноосвітня школа І-ІІІ ст. — дитячий заклад» с. Красне, заступник директора                         |
| 11                     | Братан Наталія Ульянівна        | 05.11.2010            | вища    | член Партії регіонів   | Тарутинська ЦРЛ, сестра-господарка |
| 12                     | Кірчиогло Прасковія Іванівна    | 05.11.2010            | вища    | член Партії регіонів   | Красненська сільська рада, секретар                                                                                                   |
| 14                     | Узун Дмитро Дмитрович           | 05.11.2010            | середня | позапартійний          | тимчасово не працює |
| 16                     | Григорецька Світлана Михайлівна | 05.11.2010            | вища    | позапартійна           | Красненська сільська рада, землевпорядник                                                                                             |
| Самовисування          |                                 |                       |         |                        | |
| 2                      | Загайчук Анатолій Борисович     | 05.11.2010            | вища    | позапартійний          | фермерське господарство «Зоря», голова правління                                                                                      |
| 5                      | Топалова Марія Георгіївна       | 05.11.2010            | середня | позапартійна           | Красненське поштове відділення, листоноша                                                                                             |
| 6                      | Олейнік Людмила Порфиріївна     | 05.11.2010            | вища    | позапартійна           | навчально-виховний комплекс «Загальноосвітня школа І-ІІІ ст. — дитячий заклад» с. Красне, бібліотекар                                 |
| 7                      | Кунашко Ігор Михайлович         | 05.11.2010            | вища    | позапартійний          | тимчасово не працює |
| 8                      | Арнаут Тетяна Миколаївна        | 05.11.2010            | середня | позапартійна           | навчально-виховний комплекс «Загальноосвітня школа І-ІІІ ст. — дитячий заклад» с. Красне, прибиральниця                               |
| 15                     | Куру Пантелій Ілліч             | 05.11.2010            | вища    | позапартійний          | фермерське господарство «Супер −2007», фермер                                                                                         |